# Kubenské jezero
Kubenské jezero (rusky Кубенское озеро) je jezero v Vologdské oblasti v Rusku. V roce 1917 bylo postavením přehradní hráze na odtoku rozšířeno na rozlohu 648 km², přičemž původní jezero mělo rozlohu 407 km². Leží v bažinaté nížině v nadmořské výšce 109 m. Je 60 km dlouhé a maximálně 15 km široké.

## Pobřeží
U břehů je mělké a dno je většinou písčité. Jezero je protáhnuté ze severozápadu na jihovýchod.

## Vodní režim
Zdroj vody je smíšený s převahou sněhového. Rozsah kolísání hladiny je do 1,5 m. Vysoké stavy jsou od května do června až září. Na jezeře jsou charakteristické silné vlny. Zamrzá v říjnu až listopadu a rozmrzá na konci dubna nebo v květnu. Hlavní přítoky jsou Kubena, Ufťuga, Porozovica (součást Severodvinského kanálu). Z jezera odtéká řeka Suchona (přítok Severní Dviny).

## Využití
Jezero je součástí Severodvinské vodní cesty (postavena 1828, rekonstruovaná 1917), která ho spojuje s Šeksnou (povodí Volhy). Při jejím odtoku je vybudovaná přehrada pro sezónní regulaci a lodní dopravu.

### Rybolov
Na jezeře je rozvinutý rybolov (nelmy, cejni, štiky, candáti).